# Flugunfall einer Antonow An-148 im Jahr 2011
Ein Flugunfall einer Antonow An-148 ereignete sich am 5. März 2011, als eine Antonow An-148-100E des Flugzeugmontagewerks WASO bei Demonstrationstests in der Nähe von Garbusowo auseinanderbrach und zu Boden stürzte. Bei dem Unfall kamen alle 6 Personen an Bord der Maschine ums Leben. Es handelte sich um den ersten und bis zum Saratov-Airlines-Flug 703 einzigen tödlichen Zwischenfall mit einer Antonow An-148.

## Flugzeug
Bei der betroffenen Maschine handelte es sich um eine zwei Monate alte, in der Ukraine entwickelte und in Lizenz vom Montagewerk WASO (Woroneschskoje akzionernoje samoljotostroitjelnoje obschtschestwo) in Woronesch montierte Antonow An-148-100E. Die Maschine hatte ihren Erstflug am 3. Januar 2011 absolviert und trug die Werksnummer 41-03. Die Maschine wurde mit dem Testkennzeichen 61708 betrieben und sollte an die Luftstreitkräfte von Myanmar ausgeliefert werden. Das zweistrahlige Passagierflugzeug war mit zwei Turbojettriebwerken vom Typ Iwtschenko Progress D-436-148 ausgestattet. Bis zum Zeitpunkt des Unfalls waren mit der Maschine nur Versuchsflüge unternommen worden, dabei absolvierte sie 31 Starts und Landungen.

## Insassen und Flugzweck
Das Flugzeug wurde im Auftrag der myanmarischen Luftwaffe hergestellt und startete am 3. Januar 2011 seinen Erstflug. Nach Abschluss des Werkstestprogramms wurde ein Schulungsprogramm für die myanmarische Flugbesatzung in einem Flugzeug gestartet. Am 5. März führte das Flugzeug seinen 32. Flug durch. An Bord befanden sich vier russische Piloten und Testingenieure sowie zwei Vertreter der myanmarischen Streitkräfte. Letztere sollten als zukünftige Piloten der Maschine mit dieser vertraut gemacht werden. Die Auslieferung der Maschine sollte im Laufe des Jahres erfolgen.

## Geplante Flugstrecke
Auf dem Testflug sollte die Maschine nach dem Start vom Werksflughafen der WASO in Woronesch zunächst in südwestlicher Richtung bis zum Ort Rogatschewka fliegen. Nach dessen Überflug sollte die Maschine in Richtung Süden abdrehen und auf ihrer Flugstrecke die Orte Liski und Rossosch überfliegen, um dann einen Kurswechsel in Richtung Nordwesten zum Ort Gredjakino vorzunehmen. Anschließend sollte wieder ostwärts in Richtung Ostrogoschsk geflogen werden und von dort aus wieder nordwärts nach Woronesch zurück.

## Unfallhergang
Während des Testflugs brach die Maschine gegen 10:40 Uhr plötzlich auf dem Abschnitt zwischen Rossosch und Gredjakino bei Garbuzewo, Oblast Belgorod in der Luft auseinander und stürzte zu Boden. Dabei wurden alle sechs Insassen getötet. Teile der Maschine, darunter ein Teil des Höhenleitwerks samt Höhenruder, gingen dabei in einer Entfernung zwei bis drei Kilometern vom Hauptwrack zu Boden. Die Absturzstelle war etwa 137 Kilometer südlich des Abflughafens entfernt. Das Flugzeug stürzte am Ortsrand in weniger als hundert Metern Entfernung von den nächsten Häusern zu Boden, brach auseinander und brannte aus.

## Ursache
Die Ursache des Unfalls war ein simulierter Notsinkflug, bei dem das Flugzeug auf eine Fluggeschwindigkeit beschleunigt wurde, die 110 km/h über der maximal zulässigen Fluggeschwindigkeit lag, für die der Flugzeugtyp konstruiert war. Dabei sei es zu abnormen aerodynamischen Belastungen gekommen, welche die Widerstandskraft des Flugwerks überschritten, wodurch Niederfrequenzschwingungen entlang aller Achsen des Flugzeugs entstanden, die schließlich zum Strukturversagen und Auseinanderbrechen in der Luft führten. Als zum Unfall beitragende Faktoren wurden eine unzureichende Koordination zwischen den Mitgliedern der Besatzung während des eingeleiteten Notsinkfluges festgestellt, ebenso wie Abweichungen von empfohlenen Prozeduren und irreführende Anzeigen der Fluginstrumente bei einem Flug außerhalb normaler Betriebsbedingungen.